# Khổng Ất Kỷ
Khổng Ất Kỷ (chữ Hán: 孔乙己; Bính âm: Kǒng Yǐjǐ) là tên một truyện ngắn của nhà văn Lỗ Tấn, cũng là tên nhân vật chính của truyện.
Tác phẩm in lần đầu năm 1919 trên báo, in lại trong tập "Gào thét" năm 1922.

## Nội dung tóm tắt
Câu chuyện mô tả về những việc diễn ra trong và ngoài một quán rượu tại Lỗ trấn, nơi nhân vật "tôi" làm phụ việc. Quán rượu tên là Hàm Hanh, phục vụ đủ loại khách; khách bình dân lao động thường ngồi ở ngoài, còn phía bên trong thường là những người có vẻ đứng đắn, kiểu cách.
Trong những khách của quán, có một người mà nhân vật "tôi" chú ý đó là ông Khổng Ất Kỷ. Ông Khổng ăn mặc theo lối có học song chỉ đứng uống rượu ở ngoài. Ông là một nhà nho lỗi thời, lập dị, dơ bẩn, nghèo nàn, song lúc nào cũng tỏ ra nghiêm nghị, đến mức sự nghiêm nghị đó biến thành trò cười của bọn bình dân ngồi ở ngoài.
Khổng Ất Kỷ là khách quen của quán, ông thường mua thiếu và luôn trả đúng hẹn. Ông rất mê đọc sách, nhiều khi đến quán với những vết thương trên người, người ta hiểu là ông bị đánh do ăn cắp sách, song ông không bao giờ thừa nhận chuyện đó và luôn bịa ra một lý do để thoát hai chữ "ăn cắp".
Một thời gian rất dài, Khổng Ất Kỷ không tới quán. Người ta nhớ tới ông vì những trận cười và vì món nợ lâu ngày không ai thanh toán. Một người khách đến kể rằng Khổng Ất Kỷ đã bị đánh què chân vì ăn cắp sách, cho ông ta đã chết. Nhưng đến một buổi chiều nọ, Khổng Ất Kỷ lại trở về. Ông ta bị què hai chân, phải lết bằng tay rất thê thảm, song vẫn giữ kiểu cách như xưa: vẫn tỏ ra khó chịu khi người ta nói mình ăn cắp sách. Uống xong bát rượu, ông lết đi ngay, để lại sau lưng là những tiếng cười. Kể từ sau lần đó không còn thấy Khổng Ất Kỷ nữa.